# Hans Pinstrup
Hans Pedersen Pinstrup (født 7. august 1892 i Vokslev Sogn, død 19. december 1969 på Egsbjerggård, Gravlev Sogn) var en dansk landmand og politiker, der var medlem af Folketinget for Venstre fra 1932 til 1953. Fra 1950 til 1959 var han desuden præsident for Landbrugsraadet.
Som søn af P.P. Pinstrup fulgte han i faderens fodspor og blev uddannet landmand fra Asmildkloster Landbrugsskole. Han købte i 1920 Egsbjerggård i Gravlev Sogn. I 1932 blev han opstillet til Folketinget for Venstre i Sæbykredsen - samme kreds, som hans far stillede op i. Han blev indvalgt ved valget samme år og var fra 1943 medlem af Folketingets finansudvalg og var medlem af tinget frem til 1953. 
Det blev dog særligt hans rolle som først formand for Ålborg Amts Landboforening fra 1942 og 2. næstformand i De jyske Landboforeninger, der formede ham.  I 1947 efterfulgte han Henrik Hauch som formand for De jyske landboforeninger og De danske landboforeninger, og da Hauch i 1950 blev udnævnt til landbrugsminister blev Hans Pinstrup præsident for Landbrugsraadet. Han markerede sig her som fortaler for det tavse flertal blandt landmændene, de såkaldte gråbønder. Han markerede sig tidligst som tilhænger af dansk medlemskab af EF, idet han mente, at det ville gavne landbruget.